# Bugyō

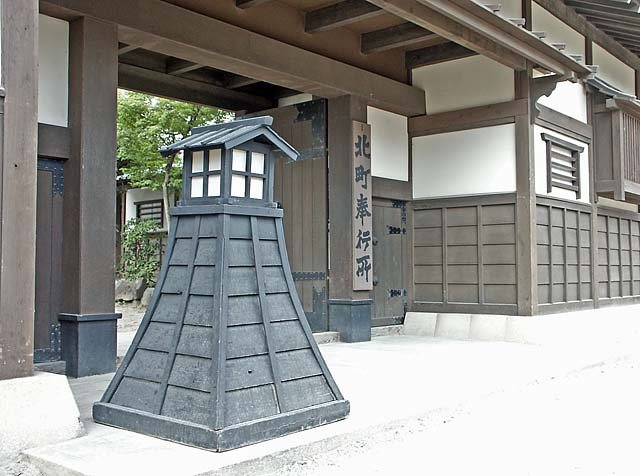
Reconstrução da residência dos machi-bugyō, em Edo setentrional (atualmente Tóquio).

Bugyō (奉行) era um título atribuído aos funcionários oficiais samurais durante o período feudal do Japão. Bugyō é traduzido comummente como comissário, magistrado ou governador, e era complementado de forma frequente por outros termos, com o objetivo de descrever com mais precisão os deveres ou a jurisdição de um determinado comissário.

## Período pré-Edo
Durante o período Heian (794 – 1185), o cargo ou título de bugyō era aplicado unicamente a um oficial, e quando o trabalho era terminado, o oficial deixava de ser designado por bugyō.  No entanto, durante o período Kamakura (1185 – 1333), posteriormente, e até ao fim do período Edo (1603 – 1868), os cargos e títulos passaram a ser criados de forma mais permanente.  Com o tempo, chegaram a existir trinta e seis bugyō na burocracia do xogunato Kamakura.
Em 1434, Ashikaga Yoshinori criou o Tosen-bugyō para regular as relações internacionais para o xogunato Ashikaga.
Em 1587, uma frota japonesa invadiu Seul e um dos primeiros atos de Toyotomi Hideyoshi foi criar um bugyō para a cidade, reproduzindo um modelo familiar num ambiente desconhecido.

## Período Edo
Durante o período Edo, o número de bugyō se estendeu. A burocracia do xogunato Tokugawa foi ampliada sobre uma base ad hoc, como resposta às necessidades reconhecidas e às circunstâncias em constante mudança.

### Lista
- Edo machi-bugyō (江戸町奉行) – Magistrados ou administradores municipais de Edo.[4]
  - Kita-machi-bugyō (北町奉行) – Magistrado do norte de Edo.[5]
  - Minami-machi-bugyō (南町奉行) – Magistrado do sul de Edo.[5]
- Fushin-bugyō (普請奉行) – Superintendentes de Obras Públicas.[6]
- Gaikoku-bugyō (外国奉行) – Comissários encarregados do comércio e das relações diplomáticas com os países estrangeiros, após 1858.[7]
- Gunkan-bugyō (軍鑑奉行) – Comissários encarregados dos assuntos navais (pós-1859).[7]
- Gusoku-bugyō (具足奉行) – Comissários encarregados de abastecer aos exércitos do xogunato.
  - Bugu-bugyō (武具奉行) – Comissários encarregados de abastecer aos exércitos (pós-1863), substitutos dos Gusoku-bugyō.
- Hakodate bugyō (箱館奉行) – Supervisores do porto de Hakodate e do território vizinho de Ezo.[7]
- Haneda bugyō (羽田奉行) – Supervisores do porto de Haneda, comissários das defesas costeiras próximas a Edo (pós-1853).[8]
- Hyōgo bugyō (兵庫奉行) – Supervisores do porto de Hyōgo (pós-1864).[9]
- Jisha-bugyō (寺社奉行) – Ministros ou administradores de assuntos religiosos, supervisores dos templos e santuários do país.[10][9]
- Jiwari-bugyō (地割奉行) – Comissários de investigações e inquéritos.[11]
- Kanagawa bugyō (神奈川奉行) – Supervisores do porto de Kanagawa (pós-1859).[12]
- Kanjō-bugyō (勘定奉行) – Ministros ou administradores das finanças do xogunato (pós-1787).[13][12][14]
  - Gundai – Deputados.[15]
  - Daikan (代官)) – Deputados assistentes.[15]
  - Kane-bugyō (金奉行) – Superintendentes da Fazenda.
  - Kura-bugyō (倉庫奉行) – Superintendentes de Armazéns de Cereais.[15]
  - Kinza (金座) – Za do ouro ou oficial do monopólio (pós-1595).[16]
  - Ginza (銀座) – Za da prata ou oficial do monopólio (pós-1598).[16]
  - Dōza (銅座) – Za do cobre ou oficial do monopólio (pós-1636)[16] e (1701–1712, 1738–1746, 1766–1768).[17]
  - Shuza (朱座) – Za do cinábrio ou oficial do monopólio (pós-1609).[18]
- Kanjō-ginmiyaku – Relatores das Finanças.[15]
- Kantō gundai – Deputados de Kantō.[15]
- Kinzan-bugyō (金山奉行) – Comissários das minas.[19]
- Kyoto Shoshidai (京都所司代) – Representantes do xogunato em Quioto.[20]
  - Kyoto machi-bugyō (京都町奉行) – Magistrados ou administradores municipais de Quioto.[21][13]
  - Fushimi bugyo (伏見奉行) – Magistrados ou administradores municipais de Fushimi (pós-1620).[22][23]
  - Nara bugyō (奈良奉行) – Governadores de Nara.[22]
- Machi-bugyō (町奉行) – Magistrados ou administradores municipais das cidades do xogunato: Edo, Quioto, Nangasaque, Nara, Nikkō, e Ósaca.[20]
- Nagasaki bugyō (長崎奉行) – Governador de Nagasáqui.[24][25]
- Niigata bugyō (新潟奉行) – Supervisores do porto de Niigata.
- Nikkō bugyō (日光奉行) – Supervisores de Nikkō.[26]
- Osaka jōdai (大阪城代) – Supervisores do Castelo de Ósaca.[27]
  - Osaka machi-bugyō (大阪町奉行) – Magistrados ou administradores municipais das cidades do xogunato como Ósaca.[20]
  - Sakai bugyō (堺奉行) – Supervisores da cidade de Sacai.[27]
- Rōya-bugyō (牢屋奉行) – Comissários da prisão do xogunato.[28]
- Sado bugyō (佐渡奉行) – Supervisores da ilha de Sado.[29]
- Sakuji-bugyō (作事奉行) – Comissários das obras (pós-1632).[30]
- Shimoda bugyō (下田奉行) – Supervisores do porto de Shimoda.[31]
- Sunpu jōdai (駿府城代) – Supervisores do Castelo de Sunpu.[27]
- Uraga bugyō (浦賀奉行) – Supervisores do porto de Uraga.[32][33]
- Yamada bugyō (山田奉行) – Representantes do xogunato em Ise.[34]
- Zaimoku-ishi bugyō (材木石奉行) - Supervisor dos materiais de construção para as propriedades do xogum (de 1647)[35]
- Zen bugyō (膳奉行) – Supervisor dos mantimentos da mesa do xogum[35]

## Período Meiji
Nos primeiros anos da Restauração Meiji, o título de bugyō continuou a ser usado para os oficiais governamentais e práticas convencionais, onde nada mais pode ser projetado para substituir o sistema existente do governo Tokugawa. Por exemplo, o comandante-chefe da artilharia sob o primeiro  governo Meiji, era chamado de Hohei-bugyō. À medida que o novo governo aprovava as suas inúmeras reformas, o termo bugyō foi logo caindo em desuso. 